# Coleção Militão Augusto de Azevedo
A Coleção Militão Augusto de Azevedo é um conjunto de fotografias e outros itens de Militão Augusto de Azevedo. O acervo está sob a guarda do Museu do Ipiranga. A coleção é composta de aproximadamente 12 milhares de retratos, em formato carte de visite e cabinet portrait, 48 negativos, álbuns e manuscritos. O material foi mantido por um dos filhos do fotógrafo, Luiz Gonzaga de Azevedo. Estão na coleção as primeiras fotografias produzidas em São Paulo e o Álbum Comparativo. Os retratos foram provavelmente material de controle enquanto Militão Azevedo trabalhava nos estúdios fotográficos Carneiro & Gaspar e Photographia Americana.
A historiadora Solange Ferraz de Lima destacou que a coleção tem especial interesse por registrar a evolução da produção e consumo da fotografia nas últimas décadas do século XIX. Também foi destacado que a coleção impõe desafios de pesquisa:
Com quase nenhuma identificação de seus retratados, as fotografias de Militão são um bom exemplo da necessidade de uma metodologia, que incorpore a análise morfológica da imagem. Nesta coleção imensa de desconhecidos chama a atenção a retórica corporal que o século XIX produziu dentro do estúdio, cercando seus personagens com adereços, objetos decorativos, painéis de fundo, cabelos, roupas e posturas corporais considerados dignos de exposição pública. O estudo dos sentidos cabe ao pesquisador que, munido de problemáticas específicas, mobiliza os atributos formais para entender como estes foram interpretados pela sociedade, não apenas no momento de sua produção, mas nos diferentes modos de apropriação e circulação da imagem. No entanto, o banco de dados sobre a coleção Militão passou a oferecer aos seus usuários dados formais primários que deveriam ser posteriormente trabalhados por eles.
A coleção foi nos anos 1990 uma das mais consultadas do Museu do Ipiranga.

## Galeria

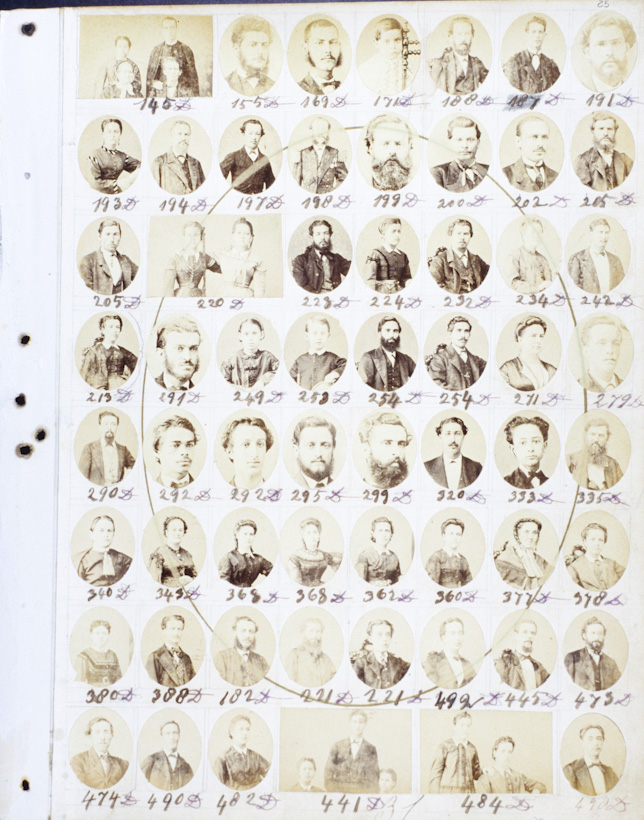
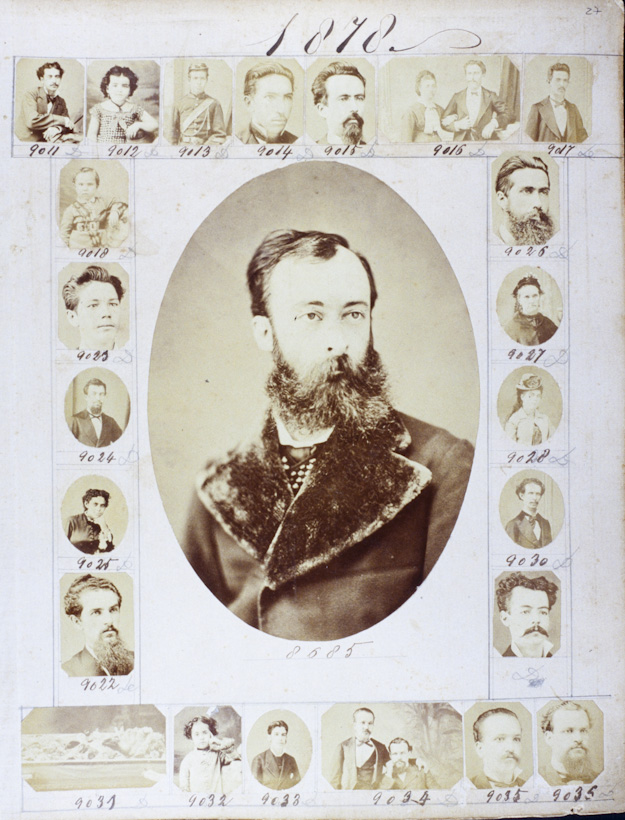
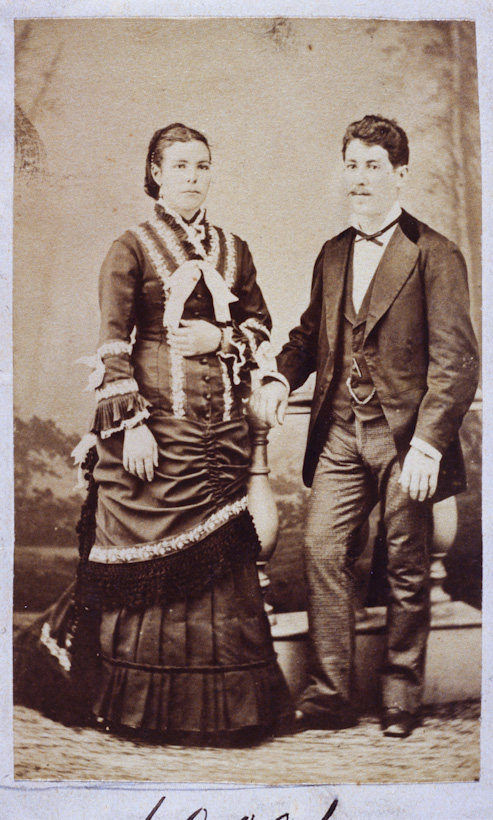
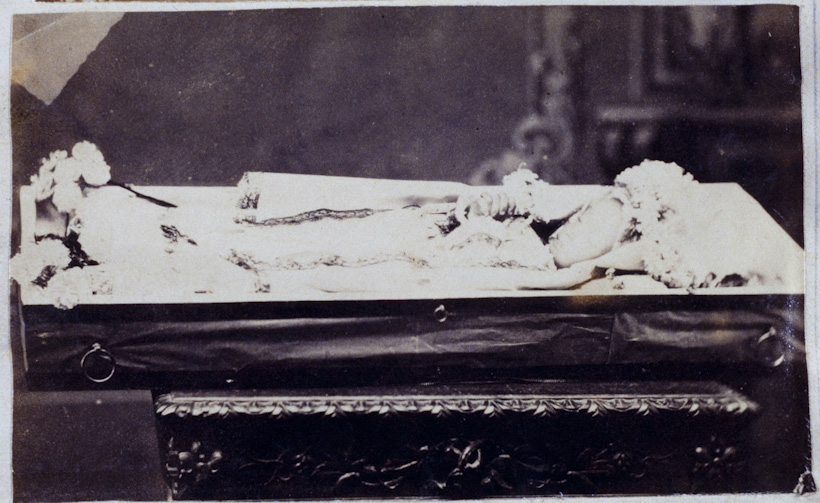
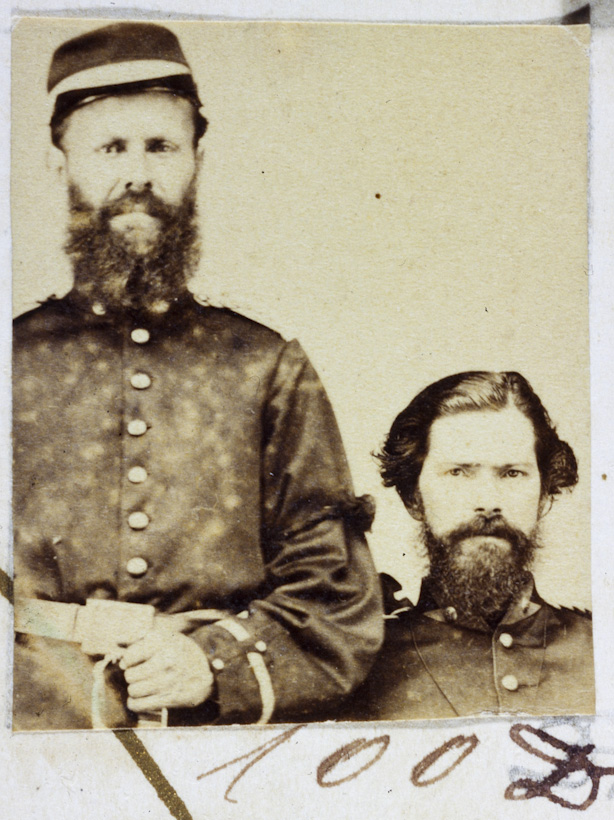
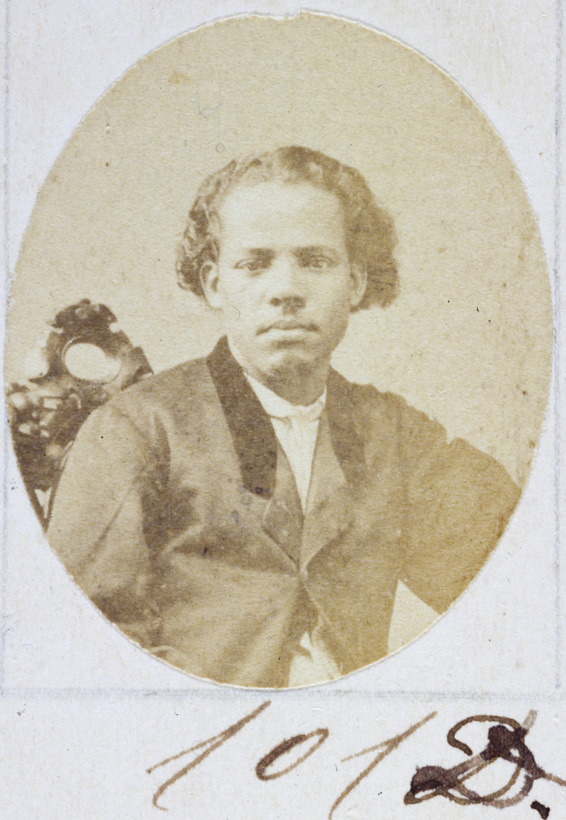
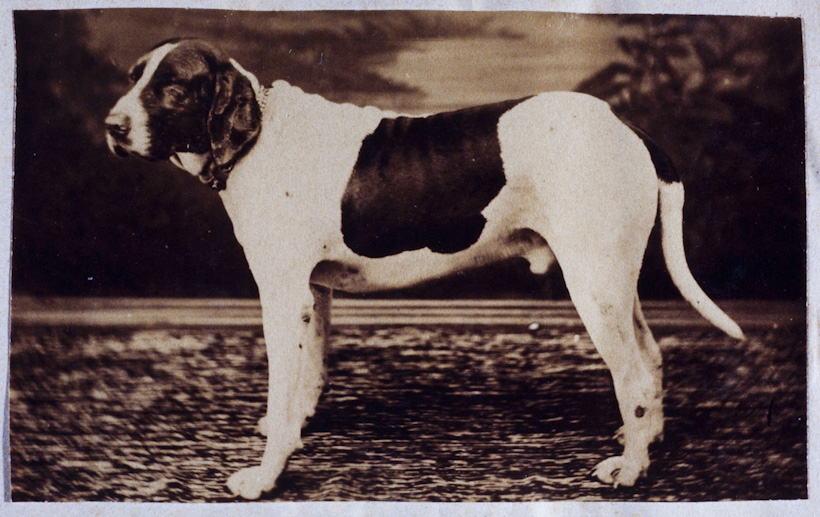
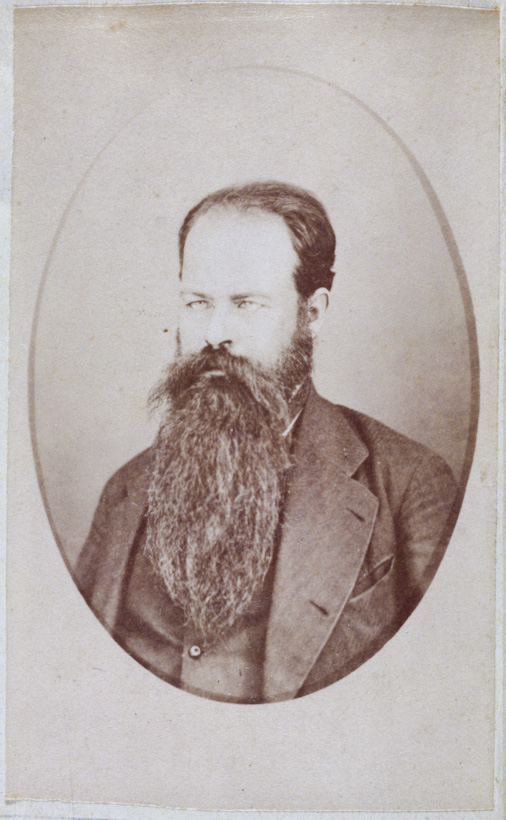